# Krizanta
A Krizanta a görög eredetű Krizantusz férfinév női párja. A jelentése arany + virág. Ebből a férfinévből származik a Chrysanthemum (krizantém, margitvirág) virágnév is.

## Gyakorisága
Az 1990-es években szórványos név, a 2000-es években nem szerepel a 100 leggyakoribb női név között.

## Névnapok
- október 14.[2]
- október 25.[2]